# Tralj
Tralj är ett halsband eller bindsle som användes vanligast på nötkreatur.
Under naturahushållningens dagar tillverkade man själv de flesta saker och ting som var nödvändiga. När man behövde ett bindsle till en ko använde man vidjor. De lades i hett vatten så att de blev böjliga. Sedan flätade eller tvinnade man dem till en tralj. När järn blev mer överkomligt tillverkade man också traljar av bandjärn.